# Bromure de glycopyrronium
Le bromure de glycopyrronium est une substance anticholinergique utilisée dans le traitement de la sialorrhée. Il s'utilise aussi en anesthésiologie et sous forme d'injection sous-cutanée dans le traitement symptomatique des râles agoniques.
Le bromure de glycopyrronium est également commercialisé en tant qu'AMLA (antagoniste muscarinique à longue action), sous forme d'inhalateur. Il est utilisé ainsi dans le traitement d'entretien des MPOC (maladies pulmonaires obstructives chroniques) en concomitance avec des ABLA (agonistes bêtaadrénergiques à longue action) et des corticostéroïdes en inhalation. Au Canada, ce produit est commercialisé sous le nom Seebri.

## Mode d'action
Le bromure de glycopyrronium se lie aux récepteurs muscariniques des muscles lisses des bronches pour empêcher la liaison de l'acétylcholine limitant ainsi son action bronchoconstrictrice. Il n'a en revanche comme tous les dérivés atropiniques aucune action sur la production de mucus, contrairement aux β2-mimétiques. L'effet thérapeutique est une bronchodilatation due à la relaxation du muscle lisse de la paroi bronchique et mène à une respiration plus facile chez la personne atteinte de MPOC.

## Usage thérapeutique
Aux États-Unis, un médicament contenant cette substance a reçu une autorisation de mise sur le marché par la FDA contre l'hyperhidrose, il s'agit du Qbrexza. Il s'applique sur la peau. 53 % des personnes l'ayant appliqué décrivent une diminution de leur transpiration de moitié, contre 28 % des personnes recevant un placebo. Les effets secondaires décrits sont une vision trouble, la constipation, des brûlures et des démangeaisons de la peau, des douleurs à la tête et à la gorge, ainsi que la sécheresse de la bouche, des yeux et de la peau.